# 宫颈机能不全
宫颈机能不全（英語：Cervical incompetence, cervical insufficiency），是一类妇女在分娩周期之前出现的宫颈扩张或宫颈成熟症状。宫颈机能不全的定义各不相同，其中一个常见定义，是指在分娩或中期妊娠中，出现子宫颈无力的症状。宫颈机能不全可能导致在中期或晚期妊娠中流产或早产。宫颈机能不全的另一个迹象是，在子宫内口位置出现漏斗式的宫颈管扩张。
在宫颈机能不全的女性患者，宫颈扩张或宫颈成熟通常并不伴随疼痛症状或子宫收缩。在正常妊娠，扩张和收缩反应往往对应子宫收缩。宫颈机能不全的发生是由于宫颈较弱，并随着妊娠进度而带来更大压力。如果反应继续，会导致羊水破裂或早产儿诞生。
根据梅约诊所提供的数据统计，宫颈机能不全在美国是比较罕见的，发生率仅仅在怀孕案例中的1-2%，但它被认为是造成中期妊娠多达20-25%的流产原因。

## 诊断

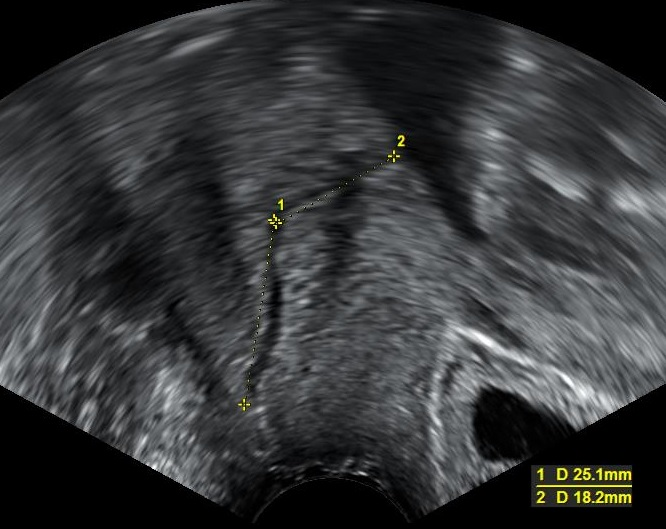
图中显示一个处于正常长度（大于40毫米）的子宫颈

宫颈机能不全很难诊断，通常在第一次流产后才能诊断出来。一些方法包括通过对宫颈长度评估，对中期妊娠中的宫颈缩短进行超声识别。但是宫颈长度薄，实际上已经证明是一个标记早产而不是宫颈机能不全的方法。其他的诊断方法仍未得到验证，包括有子宫输卵管造影术和宫颈气球牵引影像，以计算宫颈承受指数。
通常情况下，宫颈应至少30毫米长度。宫颈机能不全的定量不同。然而，一个常规定义是在胎龄24周或之前的宫颈长度短于25厘米。早产的风险与宫颈长度呈反比：
- 不到25毫米；18%早产风险
- 不到20毫米；25%早产风险
- 不到15毫米；50%早产风险

## 风险因素
由于宫颈机能不全而导致的早产或死胎危险因素包括有：
- 此前妊娠史中有宫颈机能不全的诊断
- 此前妊娠中有早产胎膜破裂
- 有宫颈锥切术（英语：conization）（宫颈活检）的历史
- 曾服用己烯雌酚
- 子宫畸形

重复性的机械式扩张，特别是晚期怀孕，会导致风险。此外，任何在宫颈的重大物理创伤都会削弱相关器官的正常功能。

## 治疗
除非威胁到正常怀孕，医师通常并不建议对宫颈机能不全进行治疗。宫颈环扎术这一外科技术，可以通过用外科缝合线缝合宫颈管，以缩小宫颈开口，达到加强宫颈肌肉的目的。环扎术方法需要用窥器协助下进行，或者进行剖腹术。经腹宫颈环扎术也可实现对不同程度的宫颈机能不全进行控制，并通常在孕期14周和16周之间进行，并在第36周和38周之间拆线。在文献中曾经提到极少的并发症，包括手术期间的静脉出血，或者由于子宫血管闭塞导致的胎儿死亡
。在没有预防早产情况下，宫颈环扎术也可诱导早产宫缩。
研究正將一类宫颈环托视为替代宫颈环扎术的治疗方法。医师在妊娠早期将该硅胶环放置于子宫颈上，并在分娩前取出。但对于宫颈环托的效果仍有待进一步观察和分析。